# マルチェテッリ
マルチェテッリ（伊: Marcetelli）は、イタリア共和国ラツィオ州リエーティ県にある、人口約60人の基礎自治体（コムーネ）。

## 地理

### 位置・広がり
リエーティ県のコムーネ。県都リエーティから南東へ25kmの距離にある。

#### 隣接コムーネ
隣接するコムーネは以下の通り。
- アスクレーア
- コッラルト・サビーノ
- コッレジョーヴェ
- パガーニコ・サビーノ
- ペスコロッキアーノ
- ヴァルコ・サビーノ

### 気候分類・地震分類
マルチェテッリにおけるイタリアの気候分類 (it) および度日は、zona F, 3057 GGである。
また、イタリアの地震リスク階級 (it) では、zona 2B (sismicità media) に分類される。